# Dany Tollemer
Dany Tollemer (* 19. November 1985 in Châtellerault, Frankreich) ist eine französische Schauspielerin und Chansonsängerin.

## Biografie
Dany Tollemer wuchs in Châtellerault auf. Mit neun Jahren fing sie an, Klavierunterricht zu nehmen und die ersten Bühnenerfahrungen zu sammeln. Ihr Hauptziel war dabei, Theater zu spielen.
1999 bis 2003 wirkte sie in einer freien Theater/Kabarett-Gruppe in Châtellerault mit. Zwei Jahre lang besuchte sie außerhalb der Schule die staatliche Zirkusschule Châtelleraults.
Nach ihrem Abitur im neusprachlichen Zweig besuchte sie parallel zum Bachelorstudium an der Universität Poitiers die Kurse des Conservatoire de Théâtre in Poitiers. Ihre vierjährige Schauspielausbildung mit Gesangs- und Tanzunterricht (2003–2007) endete mit dem Abschluss „Diplôme d'études théâtrales“. Dort lernte sie viele Schauspieler und Regisseure kennen, die durchaus ihren künstlerischen Weg beeinflussten z. B.: George Bigot „Shakespeare, Le songe d'une nuit d'été“. Auch spielte sie in den Produktionen der Schauspielschule z. B.: Brecht „Mahagonny Songspiel & Happy End“, Hanokh Levin „Shitz“, Corneille „La place royale“.
2003 bis 2005 war sie Sängerin und Klavierspielerin im Orchester Musette „James Merlaud“ und trat in mehreren Theaterinszenierungen und Musicals auf.
Während der Sommerakademie 2007 besuchte Dany Tollemer einen dreiwöchigen Clown- und Pantomime-Workshop mit Laura Fernandez in der Marburger Sommerakademie und konnte dadurch zum ersten Mal vor einem deutschen Publikum spielen.
Im Oktober 2007 brachte sie eine Stelle als Fremdsprachenassistentin nach Nürnberg. Dort lernte sie den Pianisten und Komponisten Andreas Rüsing kennen, der zu ihrem Bühnenpartner wurde.
2008 machte sie ein dreimonatiges Praktikum im Bereich Theaterpädagogik am Staatstheater Nürnberg und wirkte 2009 als Hospitantin bei der Produktion „Piaf“ mit.
Von 2009 bis 2010 arbeitete Dany Tollemer als freiberufliche Französisch-Lehrerin beim Deutsch-Französischen Institut (DFI) in Erlangen und schrieb parallel dazu ihre Masterarbeit zur „Interkulturalität am Theater“.
Seitdem sie Oktober 2010 ihren Abschluss Master in „cultures et sociétés étrangères“ bestanden hat, widmet sie sich ganz der Musik und dem Schauspiel.
Sie tritt regelmäßig auf und plant die Aufnahme ihrer nächsten CD diesmal mit Band im Studio. Parallel dazu wirkt sie in verschiedenen künstlerischen Projekten mit und bietet auch Workshops (Theater, Hörspielaufnahme...) an. Sie ist zudem ein festes Mitglied der „Tagträumer“ geworden, eine Improtheatergruppe aus dem „Quibble“ in der Nürnberger Südstadt.
Die Bühnenkunst ist ihr Weg, sich auf neue Begegnungen einzulassen, über die nationale Herkunft hinaus.

## Auftritte, Konzerte und Veranstaltungen
Seit Dezember 2007 tritt Dany Tollemer mit Andreas Rüsing (Piano) in Deutschland auf und interpretiert in ihrem Soloprogramm bekannte und unbekannte französische Chansons von Edith Piaf, Jacques Brel, Barbara, Serge Gainsbourg, Boby Lapointe. Ihre Auftrittsorte sind zahlreich: von kleiner Gastwirtschaft über Schlösser zu Kabarett- und Theaterbühnen, Schulen und Universitäten, Deutsch-Französischen Vereine und Partnerschaftsausschüsse, Messen, Kunstgalerien und Festspiele u. a.:
Deutschland:
- 2007–2009 über zwanzig Auftritte in der Crêperie du Château Nürnberg
- seit 2008 verschiedene Auftritte bei deutsch-französischen Vereinen und Festen deutschlandweit: z. B. Paul-Metz Halle Zirndorf, Dietenhofen, DFG Augsburg Konzert im Zeughaus, Empfingen (Baden-Württemberg) etc.
- Nürnberg, Act Center 2008, Open-Air-Konzert im Z-Bau Juli 2009, Fenster zur Stadt September 2011
- Regensburg, Museumscafé 2009 & 2010, Von-Müller-Gymnasium 2011
- Sechs monatliche Konzertabende in Fürth, Grüne Halle 2009/2010
- Neun Konzertabende in Nürnberg, Tassilo-Theater 2011/2012
- Marburg, Sommerfest der Sommerakademie für Bildende und Darstellende Kunst Marburg 15. Juli 2011
- Nürnberger Altstadtfest 2010 & 2011, Katharinenruine, 16. September 2011
- Nürnberg, Kunst Kirchweih Kultur in Johannis, Galerie Pia Rubner etc.
- Erlangen, Stadtwerke, Fotoausstellung "Live on Stage" Bühnenfotos von Peter Kick
- Nürnberg, Kulturladen Zeltnerschloss, im Rahmen von Songlines Vol. I, zusammen mit Marina Dorf am 29. September 2019

International:
- 2009/2010 zwei Chansonabende in Colombiers und Loudun 86 (Frankreich) mit Akkordeon Begleitung von Gwenaël Kivijer
- Juni 2010: Konzert in Krakau (Polen) für die französische Woche mit Pianisten Darek Szweda

## CDs
- Sous le ciel de Paris: Französische Chansons mit Dany Tollemer & Andreas Rüsing, (live), 2008

## Presse
- Interview von der Redakteurin Heike Demmel vom Radio Z mit Manfred Neupert über Dany Tollemer zum Konzert im Z-Bau in Nürnberg vom 28. Juli 2009.
- Interview mit Dany Tollemer am 23. August 2011 auf afk max bei der Sendung »Bandabend«.
- Interview von Herzo TV am 19. Januar 2012 zum 50. Jubiläums der Realschule Herzogenaurach
- Am 2. Februar 2012 wurde ein Porträt von Dany Tollemer im Bayerischen Fernsehen (BR3) für die Sendung »La Vita« angezeigt. Das Filmteam hat die französische Künstlerin zwei Tage lang in ihrem Alltag in Nürnberg begleitet: Privatleben, Konzerte, Bezug zu der Stadt...

## Presseartikel
- Presseartikel aus der Augsburger Allgemeine Zeitung vom 15. Juli 2011
- Konzertbericht aus Neckar Chronik vom Auftritt in Empfingen vom 9. Mai 2011
- Presseartikel von der Nürnberger Zeitung als Unterstützung für das Casting AZ vom 9. Juni 2010
- Konzertbericht vom Celtis-Gymnasium vom 10. Februar 2010
- Konzertbericht in den Fürther Nachrichten vom 2. Januar 2010
- Pressebericht auf dem Kulturportal »20h50.com« über das Konzert in Chartres in Frankreich vom 21. August 2009
- Konzertbeschreibung auf gruenehalle.de
- Künstlerportrait in den Nürnberger Nachrichten vom 17. Dezember 2008 (PDF; 387 kB)
- Konzertbericht in den Nürnberger Nachrichten vom 16. Juli 2008 (PDF; 408 kB)
- Konzertbericht im Fränkischen Tag vom 16. Juli 2008 (PDF; 327 kB)
- Bericht in der Mittelhessische Anzeigenzeitung über den Clown und Pantomime Workshop mit Laura Fernandez in der Marburger Sommerakademie 2007 (PDF; 1,7 MB)

## Video- und Fotomaterial
- https://www.youtube.com/watch?v=6TAw3pujBww Darstellerin im Musical Christa - eine Nürnberger Weihnachtsgeschichte, 2011

| Personendaten    | Personendaten                |
| ---------------- | ---------------------------- |
| NAME             | Tollemer, Dany               |
| KURZBESCHREIBUNG | französische Chansonsängerin |
| GEBURTSDATUM     | 19. November 1985            |
| GEBURTSORT       | Châtellerault, Frankreich    |